# Barbara Gubellini
Barbara Gubellini (Roma, 3 novembre 1973) è un'autrice televisiva, conduttrice televisiva e giornalista italiana.

## Biografia
Laureata in Lettere con una tesi dal titolo Storia e critica del cinema, inizia a lavorare in Rai nel 1999 come programmista regista per il programma di Rai 3 Gaia - Il pianeta che vive, di cui diviene inviata nel 2002. Successivamente è presente, insieme a Umberto Pelizzari, nella conduzione della trasmissione divulgativa Sai xChé? per Rete 4, programma di divulgazione scientifica che proseguirà con alcune edizioni fino al 2006 e del quale è anche autrice.
Nel 2004 insieme a Davide Mengacci conduce La domenica del villaggio. Tra il 2005 e il 2006, sempre per Rete 4, è al fianco di Edoardo Raspelli nella conduzione di Melaverde, programma sul territorio in onda la domenica pomeriggio. Intanto continua a scrivere e lo stesso anno firma una rubrica su Second Life all'interno del settimanale A. Contemporaneamente presenta un programma radiofonico su Play Radio, dove scrive e conduce Planetplay, programma di approfondimento scientifico. Conduce anche Sex Therapy, per Sky Vivo, docureality sulla sessualità nel quale, assieme a due sessuologi, cura la parte di approfondimento scientifico in studio. L'anno successivo conduce la seconda edizione di Sex Therapy ed è l'inviata per seguire la Formula 1 per il canale Sky Sport. Durante l'anno 2009 conduce e idea il programma televisivo La nuova via della seta insieme ad Alan Friedman.
Dal 2011 al 2013 è autrice di Atlantide - Storie di uomini e di mondi  su LA7. Nel 2014 torna in Rai come autrice del programma di divulgazione scientifica Nautilus in onda su Rai Scuola. Dal 2015 al 2020 é inviata nel programma Petrolio in onda su Rai 1 e poi su Rai 2. Durante l'estate del 2019 conduce l'edizione estiva del programma quotidiano Unomattina, mentre l'anno successivo collabora alla realizzazione del documentario Rai Drugs – Sostanze tossiche.
Nel 2021 nasce la rubrica Sesso&Pregiudizio sulla testata online Leggo nella quale ogni settimana fa un intervento in video sul tema della parità di genere. Lo stesso anno è autrice di Mompracem su Rai2, il programma di Raidocumentari in cui scrive e conduce la rubrica Guerriere Verdi, raccontando la storia di donne che hanno dedicato la loro vita a salvare il nostro pianeta.
Dal 2021 cura sul quotidiano 'Leggo' la rubrica 'Sesso&pregiudizio' sul tema della parità di genere.
Dal 2022 è inviata del programma Agorà in onda su Raitre.

## Programmi televisivi
- King Kong - Un pianeta da salvare (Rai 3, 1999-2000)
- Gaia - Il pianeta che vive (Rai 3, 1999-2003)
- Sai xChé? (Rete 4, 2003-2006)
- La domenica del villaggio (Rete 4, 2004)
- Melaverde (Rete 4, 2005-2006)
- Sex Therapy (Sky Vivo, 2007-2008)
- La nuova via della seta (LA7, 2009)
- Atlantide - Storie di uomini e di mondi (LA7, 2011-2013)
- Nautilus (Rai Scuola, 2014)
- Petrolio (Rai 1, Rai 2, 2015-2020)
- Unomattina (Rai 1, 2019)
- Mompracem (Rai 2, 2021)
- Agorà (Rai 3, dal 2022)

## Programmi radiofonici
- PlanetPlay (Play Radio, 2005-2006)